# Phoxinus jusanensis
 Phoxinus jusanensis és una espècie de peix cipriniforme de la família dels ciprínids.